# Associazione Sportiva Cittadella 2004-2005
Questa pagina raccoglie le informazioni sportive della Associazione Sportiva Cittadella nella stagione agonistica 2004-2005.

## Stagione
Nella stagione 2004-2005 il Cittadella viene inserito nel girone B del campionato di Serie C1, raccoglie 41 punti con il dodicesimo posto finale. Allenata per la terza stagione consecutiva da Rolando Maran la squadra veneta ottiene solo 17 punti nel girone di andata, chiuso al quart'ultimo posto, nel girone di ritorno reagisce incamerando 24 punti, chiudendo così il campionato con due lunghezze sopra i Play-out. Il campionato è stato vinto con 70 punti dal Rimini che sale in Serie B, accompagnato dall'Avellino che ha vinto i Play-off. Più entusiasmante il percorso dei granata nella Coppa Italia di Serie C dove vincono il girone D di qualificazione, poi nei sedicesimi eliminano la Pro Patria, negli ottavi eliminano il Como, nei quarti superano il Prato, mentre vengono eliminati in semifinale dallo Spezia.

## Rosa
| N. |                   | Ruolo | Calciatore            |
| -- | ----------------- | ----- | --------------------- |
|    | Italia (bandiera) | P     | Gennaro Capasso       |
|    | Italia (bandiera) | P     | Alessandro Lorello    |
|    | Italia (bandiera) | P     | Roberto Pavesi        |
|    | Italia (bandiera) | P     | Tommaso Peresson      |
|    | Italia (bandiera) | D     | Simone Borriero       |
|    | Italia (bandiera) | D     | Nicolò Cherubin       |
|    | Italia (bandiera) | D     | Fabio Cozza           |
|    | Italia (bandiera) | D     | Enrico Franchi        |
|    | Italia (bandiera) | D     | Massimiliano Giacobbo |
|    | Benin (bandiera)  | D     | Damien Chrysostome    |
|    | Italia (bandiera) | D     | Andrea Milani         |
|    | Italia (bandiera) | D     | Paolo Natalicchio     |
|    | Italia (bandiera) | D     | Mario Stancanelli     |
|    | Italia (bandiera) | C     | Enrico Maria Amore    |
|    | Italia (bandiera) | C     | Davide Carteri        |

| N. |                      | Ruolo | Calciatore         |
| -- | -------------------- | ----- | ------------------ |
|    | Italia (bandiera)    | C     | Giulio Fontana     |
|    | Australia (bandiera) | C     | Mario Karlovic     |
|    | Italia (bandiera)    | C     | Alberto Marchesan  |
|    | Italia (bandiera)    | C     | Stefano Mazzocco   |
|    | Italia (bandiera)    | C     | Achille Mazzoleni  |
|    | Italia (bandiera)    | C     | Roberto Musso      |
|    | Italia (bandiera)    | C     | Johnny Pozzi       |
|    | Italia (bandiera)    | C     | Alessio Sestu      |
|    | Italia (bandiera)    | A     | Roberto Colussi    |
|    | Italia (bandiera)    | A     | Lorenzo Crocetti   |
|    | Italia (bandiera)    | A     | Joachim De Gasperi |
|    | Francia (bandiera)   | A     | Mohamed Fofana     |
|    | Italia (bandiera)    | A     | Daniele Pepe       |
|    | Italia (bandiera)    | A     | Luca Riberto       |
|    | Italia (bandiera)    | A     | Alessandro Sgrigna |

### Staff tecnico
| Allenatore: | Rolando Maran |

## Risultati

### Campionato

#### Girone di andata
| Arbitro: | Ciliberto (Merano) |

|                                            |           |                |
| Massaro 37’ Mastrolilli 45+1’ De Palma 80’ | Marcatori | 90+2’ Crocetti |

| Cittadella 19 settembre 2004 2ª giornata | Cittadella         | 0 – 0 | Reggiana | Stadio Piercesare Tombolato\| Arbitro: \| Didato (Agrigento) \| |
| Arbitro:                                 | Didato (Agrigento) |       |          |                                                                 |

| Arbitro: | Brunialti (Trento) |

|                                  |           |                                        |
| Ignoffo 8’ Savino 27’ Toledo 31’ | Marcatori | 4’ Carteri 48’ Giacobbo 68’ De Gasperi |

| Arbitro: | Vuoto (Livorno) |

|                    |           |            |
| Sgrigna 70’ (rig.) | Marcatori | 66’ Rajcic |

| Arbitro: | Lops (Torino) |

|                             |           |  |
| Puleo 45+1’ Ghirardello 55’ | Marcatori |  |

| Arbitro: | Lena (Ciampino) |

|                    |           |            |
| Sgrigna 55’ (rig.) | Marcatori | 73’ Favaro |

| Martina Franca 24 ottobre 2004 7ª giornata | Martina             | 0 – 0 | Cittadella | Stadio Giuseppe Domenico Tursi\| Arbitro: \| Italiani (L'Aquila) \| |
| Arbitro:                                   | Italiani (L'Aquila) |       |            |                                                                     |

| Arbitro: | De Luca (Pescara) |

|                                    |           |             |
| Amore 45+2’ M. Serafini 81’ (aut.) | Marcatori | 80’ Cazzola |

| Arbitro: | Marrocco (Pisa) |

|  |           |               |
|  | Marcatori | 45+1’ Corallo |

| Arbitro: | Velotto (Grosseto) |

|                          |           |  |
| Matteini 58’ (rig.), 64’ | Marcatori |  |

| Arbitro: | Musolino (Catania) |

|  |           |             |
|  | Marcatori | 26’ Beretta |

| Arbitro: | Fugante (Macerata) |

|                             |           |  |
| Docente 78’ Ricchiuti 90+1’ | Marcatori |  |

| Arbitro: | Russo (Nola) |

|             |           |             |
| Sgrigna 71’ | Marcatori | 83’ Cellini |

| Giulianova 8 dicembre 2004 14ª giornata | Giulianova       | 0 – 0 | Cittadella | Stadio Rubens Fadini\| Arbitro: \| Zanchin (Biella) \| |
| Arbitro:                                | Zanchin (Biella) |       |            |                                                        |

| Arbitro: | Forconi (aprilia) |

|                               |           |            |
| De Gasperi 45+1’ Crocetti 75’ | Marcatori | 23’ Soncin |

| Arbitro: | Candussio (Cervignano del Friuli) |

|  |           |              |
|  | Marcatori | 64’ Giacobbo |

| Arbitro: | Passeri (Gubbio) |

|                |           |                      |
| De Gasperi 53’ | Marcatori | 37’ (rig.) Magliocco |

#### Girone di ritorno
| Arbitro: | Barletta (Bernalda) |

|                                                       |           |                               |
| Crocetti 30’ Sgrigna 38’ (rig.), 73’, 77’ Carteri 43’ | Marcatori | 36’ (rig.), 60’ (rig.) Molino |

| Arbitro: | Prato (Lecce) |

|             |           |             |
| Campana 74’ | Marcatori | 35’ Sgrigna |

| Arbitro: | Crugliano (Crotone) |

|                       |           |                                          |
| Montervino 88’ (aut.) | Marcatori | 36’ Montervino 41’ (aut.) Musso 87’ Sosa |

| Arbitro: | Nicodano (Milano) |

|  |           |                    |
|  | Marcatori | 17’ (rig.) Sgrigna |

| Arbitro: | Damato (Barletta) |

|  |           |                   |
|  | Marcatori | 90+3’ Ghirardello |

| Arbitro: | Ferrandini (Sondrio) |

|                 |           |  |
| León 68’ (rig.) | Marcatori |  |

| Cittadella 27 febbraio 2005 24ª giornata | Cittadella         | 0 – 0 | Martina | Stadio Piercesare Tombolato\| Arbitro: \| Pecorelli (Arezzo) \| |
| Arbitro:                                 | Pecorelli (Arezzo) |       |         |                                                                 |

| Arbitro: | Ciancaleoni (Foligno) |

|  |           |                        |
|  | Marcatori | 66’ Carteri 81’ Milani |

| Arbitro: | Zega (Fermo) |

|                                |           |                      |
| Giacobbo 4’ (aut.) Sadotti 27’ | Marcatori | 7’ Amore 42’ Colussi |

| Arbitro: | Lioce (Molfetta) |

|             |           |             |
| Colussi 63’ | Marcatori | 90’ Statuto |

| Teramo 26 marzo 2005 28ª giornata | Teramo                | 0 – 0 | Cittadella | Stadio Comunale\| Arbitro: \| Guerriero (Catanzaro) \| |
| Arbitro:                          | Guerriero (Catanzaro) |       |            |                                                        |

| Arbitro: | Crugliano (Crotone) |

|                                               |           |                             |
| Marchesan 17’ De Gasperi 34’, 39’ Colussi 81’ | Marcatori | 64’ Floccari 83’ Muslimovic |

| Arbitro: | Musolino (Catania) |

|              |           |  |
| Catalano 15’ | Marcatori |  |

| Arbitro: | Didato (Agrigento) |

|                           |           |  |
| Colussi 5’ Giacobbo 90+2’ | Marcatori |  |

| Arbitro: | Cavarretta (Trapani) |

|          |           |           |
| Cini 44’ | Marcatori | 29’ Cozza |

| Arbitro: | Zanzi (Lugo di Romagna) |

|                                 |           |  |
| Sgrigna 58’ (rig.) Giacobbo 66’ | Marcatori |  |

| Arbitro: | Pecorelli (Arezzo) |

|                            |           |             |
| A. Morleo 10’ Costanzo 71’ | Marcatori | 83’ Sgrigna |

### Coppa Italia di Serie C

#### Girone D
| Padova 14 agosto 2004 1ª giornata | Padova | 1 – 1 | Cittadella | Stadio Euganeo |

| Cittadella 18 agosto 2004 2ª giornata | Cittadella | 3 – 0 | Belluno | Stadio Piercesare Tombolato |

| Portogruaro 21 agosto 2004 3ª giornata | Portogruaro-Summaga | 1 – 1 | Cittadella | Stadio Pier Giovanni Mecchia |

| 28 agosto 2004 4ª giornata |  | – Turno di riposo Cittadella |  |  |

| Cittadella 5 settembre 2004 5ª giornata | Cittadella | 2 – 0 | Südtirol | Stadio Piercesare Tombolato |

#### Sedicesimi di finale
| Arbitro: | Iannello (Genova) |

|                                 |           |                                                   |
| A. Carbone 24’ Temelin 39’, 59’ | Marcatori | 13’ Colussi 66’ De Gasperi 77’ (aut.) A. Citterio |

| Arbitro: | Marzaloni (Rimini) |

|             |           |               |
| Riberto 29’ | Marcatori | 90+1’ Temelin |

#### Ottavi di finale
| Arbitro: | Lops (Torino) |

|  |           |                           |
|  | Marcatori | 30’ Borriero 54’ Giacobbo |

| Arbitro: | Candussio (Cervignano del Friuli) |

|                    |           |  |
| Piccinni 3’ (aut.) | Marcatori |  |

#### Quarti di finale
| Cittadella 23 febbraio 2005 Andata | Cittadella | 3 – 0 | Prato | Stadio Piercesare Tombolato |

| Prato 2 marzo 2005 Ritorno | Prato | 1 – 1 | Cittadella | Stadio Lungobisenzio |

#### Semifinale
| Arbitro: | Mannella (Avezzano) |

|                       |           |  |
| Crocetti 1’ Sestu 65’ | Marcatori |  |

| Arbitro: | Gervasoni (Mantova) |

|                                         |           |  |
| Veronese 34’ Cardinale 42’ Guidetti 58’ | Marcatori |  |